# Matthew Richardson (baanwielrenner)
Matthew Richardson is een Australisch baanwielrenner gespecialiseerd in de sprintonderdelen. In 2020 behaalde Richardson samen met Nathan Hart en Thomas Cornish een derde plaats op de teamsprint tijdens de Wereldkampioenschappen baanwielrennen in Berlijn. Een jaar later werd hij vierde op hetzelfde onderdeel op de Olympische Spelen.
Op de Track Nations Cup in Turkije brak hij in maart 2025 het wereldrecord van Harrie Lavreysen op de 200 meter. Hij bracht het op 9,041 seconde.

## Belangrijkste resultaten
| Jaar       | AK                  | OK                           | WK                  | Overig                                            |            |            |
| Als Junior | Als Junior          | Als Junior                   | Als Junior          | Als Junior                                        | Als Junior | Als Junior |
| ---------- | ------------------- | ---------------------------- | ------------------- | ------------------------------------------------- | ---------- | ---------- |
| 2017       | teamsprint · sprint |                              |                     |                                                   |            |            |
| Als elite  |                     |                              |                     |                                                   |            |            |
| 2018       | teamsprint          |                              |                     |                                                   |            |            |
| 2019       | keirin              | teamsprint                   |                     | WB Hongkong                                       |            |            |
| 2020       | sprint · keirin     |                              | teamsprint          |                                                   |            |            |
| 2021       | keirin · sprint     |                              |                     | Olympische Spelen: 4e teamsprint                  |            |            |
| 2022       | sprint              | teamsprint · keirin · sprint | teamsprint · sprint | Gemenebestspelen: · sprint · teamsprint           |            |            |
| 2023       | keirin · sprint     | sprint · keirin · teamsprint | teamsprint          |                                                   |            |            |
| 2024       | keirin · sprint     | keirin · sprint              |                     | Olympische Spelen: · keirin · sprint · teamsprint |            |            |